# Vanni Scheiwiller
(Vanni Scheiwiller)
Vanni Scheiwiller (Milano, 8 febbraio 1934 – Milano, 17 ottobre 1999) è stato un critico d'arte, editore e giornalista italiano.

## Biografia
Vanni Scheiwiller nasce a Milano, nipote per parte di madre dello scultore Adolfo Wildt. Il padre, Giovanni Scheiwiller (1889-1965), originario della Svizzera tedesca, fu per decenni il direttore della libreria Hoepli e diede inizio nel 1925 a un'attività privata di editore d'arte e letteratura con le edizioni "All'insegna del Pesce d'Oro".
Il nonno paterno Giovanni Scheiwiller (1858-1904), era stato a sua volta uno dei primi collaboratori del grande Ulrico Hoepli (1847-1935). Vanni si laurea nel 1960 in lettere moderne all'Università Cattolica del Sacro Cuore di Milano, con una tesi su Alberto Savinio e/o il surrealismo in Italia, ma già dal 1951 era subentrato al padre, proseguendone con passione l'attività editoriale.
In quarantotto anni, dal 1951 al 1999 Vanni Scheiwiller pubblica oltre tremila titoli suddivisi in 44 collane e fra i suoi autori figurano alcuni tra i più importanti scrittori italiani e stranieri del Novecento; numerosissime sono pure le antologie, le pubblicazioni d'arte, le mostre e i cataloghi.
Nel 1968 inaugura la collana Denarratori con il romanzo sperimentale Obsoleto di Vincenzo Agnetti.
Dal 1969 al 1978 tiene rubriche d'arte su «Panorama», il settimanale «L'Europeo» e, saltuariamente, anche su «Il Giornale Nuovo» di Indro Montanelli. Dal 1984 al settembre 1999 collabora al «Il Sole 24 Ore» e presiede alla nascita del supplemento domenicale dedicato alla cultura.
Nel 1977 fonda il marchio editoriale "Libri Scheiwiller".
Nel 2010 ha avuto luogo a Perugia una mostra bibliografica, corredata da un ciclo di conferenze, dal titolo "Vanni Scheiwiller editore europeo". L'iniziativa, organizzata da Insula europea, ha avuto uno sviluppo a stampa con la pubblicazione di un volume dall'omonimo titolo.

## Attività editoriale e autori pubblicati
All'insegna del pesce d'oro, tra gli anni cinquanta e gli anni novanta, e poi le collane "Poesia" (copertina in cartoncino blu) e "Prosa" (copertina in cartoncino rosso) di Scheiwiller Libri nate alla metà degli anni ottanta pubblicarono i seguenti autori:
- Tra gli italiani: Seneca, Giovanni Papini, Enrico Pea, Eugenio Montale, Giuseppe Ungaretti, Clemente Rebora, Giuseppe Prezzolini, Giacomo Noventa, Dino Campana, Camillo Sbarbaro, Alberto Savinio, Giorgio de Chirico, Angelo Barile, Corrado Govoni, Alfonso Gatto, Andrea Zanzotto, Silvana Lattmann, Leo Longanesi, Antonio Delfini, Antonio Pizzuto, Goffredo Parise, Sandro Penna, Ennio Flaiano, Piero Chiara, Luciano Erba, Alda Merini, Nanni Balestrini, Sergio Romano, Paolo Savona, Giampaolo Rugarli, Vittorio Bodini, Mario La Cava, Bartolo Cattafi, Manlio Cancogni, Stefano D'Arrigo, Elio Vittorini, Cristina Campo, Cesare Zavattini, Fausto Melotti, Carlo Bernari, Leonardo Sinisgalli, Aldo Buzzi, Mario De Micheli, Gian Ruggero Manzoni, Libero de Libero, Biagio Marin, Cesare Vivaldi, Gavino Ledda, Antonia Pozzi, Gianfranco Draghi, Mario Luzi, Francesco Leonetti, Francesco Masala, Tonino Guerra, Sebastiano Addamo, Attilio Bertolucci, Carlo Betocchi, Giovanni Comisso, Manlio Cancogni, Raffaele La Capria, Paolo De Benedetti, Albino Pierro, Silvio Ceccato, Enzio Cetrangolo, Roberto Rebora, Alessandro Parronchi, Alessandro Dommarco, Julius Evola, Mario Grasso, Luciano Cecchinel, Mirando Haz, Monica Sarsini, Romano Bilenchi.
- Tra gli stranieri: Charles Baudelaire, Apollinaire, Ezra Pound, Jorge Guillén, Robert Lowell, Henri Michaux, André Du Boucket, Costantino Kavafis, Murilo Mendes, Gyula Illyés, Allen Mandelbaum, Yiannis Ritsos, Michel Seuphor, Lajos Kassák, Dámaso Alonso, Margherita Dalmati, Zbigniew Herberi, Miljenko Jergović, Stawomir Mrożek, Jacqueline Risset, Philippe Jaccottet, Georgios Seferis, Vicente Aleixandre, Seamus Heaney, Czesław Miłosz, Jean-Pierre Velly, Wisława Szymborska.